# Yuanbaoshan

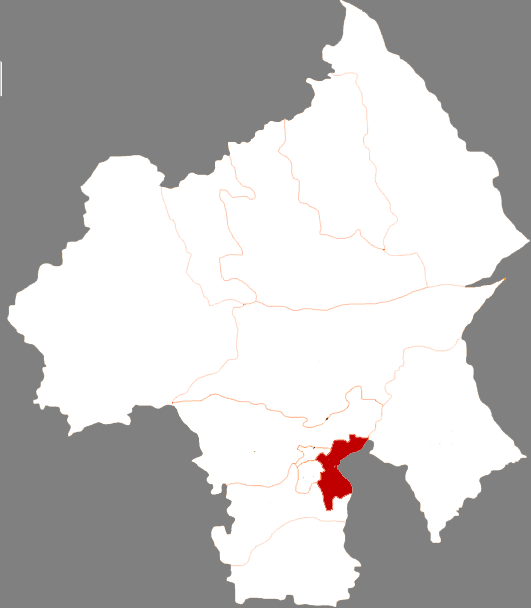
Lage Yuanbaoshans in Chifeng

Der Stadtbezirk Yuanbaoshan (chinesisch 元宝山区, Pinyin Yuánbǎoshān Qū; mongolisch ᠶᠤᠸᠠᠨ ᠪᠣᠣ ᠱᠠᠨ ᠲᠣᠭᠣᠷᠢᠭ Yuvan boo šan toɣoriɣ) ist ein Stadtbezirk der bezirksfreien Stadt Chifeng (mongol. Ulanhad) im Nordosten des Autonomen Gebiets Innere Mongolei der Volksrepublik China. Er hat eine Fläche von 887 km² und zählt 290.000 Einwohner.
Koordinaten: 42° 2′ N, 119° 17′ O